# Долно село (Костурско)
Долно село е бивше село в Егейска Македония, Гърция, на територията на дем Костур, област Западна Македония.

## География
Селото е било разположено в непосредствена близост до костурското село Черешница, в землището на днешното село.

## История
Село Долно село е било изоставено от жителите му, които след това основали село Черешница. Старата местност още се нарича Долно село, но жителите я напускат, тъй като новото място изглеждало по-удобно за живеене.